# Dimorphandra wilsonii
Dimorphandra wilsonii es una especie de planta leguminosa en la familia Fabaceae.
Es endémica de Brasil, donde su hábitat natural son las sabanas húmedas. Actualmente está amenazado por pérdida de hábitat.

## Fuente
- Moreira Fernandes, F. 2005. Dimorphandra wilsonii. 2006 IUCN Lista Roja de Especies Amenazadas; bajado 19 de julio de 2007